# Japji Sahib
Japji es una canción universal sobre Dios compuesta por Gurú Nanak, el fundador de la fe sij. El Japji Sahib consta del Mul Mantra como comienzo, seguido por 38 himnos y un Salok final al término de esta composición. El Japji aparece al mismo comienzo del Gurú Granth Sahib, el Libro Sagrado de los sijes. Es considerado por los sijes como el más importante Bani o 'conjunto de versos', y es recitado todas las mañanas por todos los practicantes de esta fe. La palabra Jap significa 'recitar' o 'cantar'. 'Ji' es una palabra que es usada para mostrar respeto, al igual que la palabra 'Sahib'. 'Ji' también puede ser usado para referirse a la propia alma.
Este Bani fue compuesto por el fundador de la fe, Sri Guru Nanak Dev ji, quien fue el primero de los diez gurúes sijes. Los diez gurúes del Sijismo fueron los responsables de la creación de esta fe, el cual tuvo lugar durante el periodo de 1469 a 1708 – un periodo de alrededor de 239 años. En el momento en que el último de estos gurúes se marchó de esta Tierra, el gurúado fue transferido al Libro Sagrado sij, el Gurú Granth Sahib. El sije trata al Gurú Granth Sahib como un gurú viviente, y el respeto mostrado al Shabad o "Mensajes de los Gurúes" es único en la fe.

## Traducción al español

### Mul Mantra
Atención: La traducción al español del Guru Granth Sahib Ji es por un pensamiento humano normal y no se le creerá como el significado definitivo. Esta traducción es solo para un significado rápido. Sin embargo, el significado exacto no puede ser escrito o hablado en palabras, solamente puede ser sentido por aquel que sabe el idioma gurmukhi en alfabeto gurmukhi.
| GURMUKHI                             | Español (Traducción) |
| ------------------------------------ | --- |
| Ek Onkaar El creador de todo es uno. | La Verdad es Una (Waheguruji es Uno [Dios es Uno]) ("La Verdad" es - El Creador, Sustentador, y Destructor. No hay otros dioses o seres sino Uno. Todos los seres, Todas las fuerzas, bien, mal, orden, caos, sirven a la Voluntad de un Dios, Todos nacen y mueren desempeñando su papel en la Obra de Dios.) |
| Satnaam                              | Verdad es su Nombre (Literalmente Sat significa Verdad y Naam significa Nombre) |
| Kartapurkh                           | Es el Hacedor de Todo (La vida es creada por la voluntad de Waheguruji) |
| Nirbhau                              | No tiene Miedo (Solo hay uno, sin igual, el Miedo no existe.) |
| Nirvair                              | No tiene Enojo (Solo hay uno, sin igual que exista, no hay nadie que pueda cuestionar.) |
| Akalmoorat                           | Es Intemporal y Sin-Forma (Waheguru es la 'forma', el cual es Intemporal) |
| Ajooni                               | Está más allá del Nacimiento y la Muerte (Todo pasa por un ciclo de nacimiento y muerte Waheguru no pasa por la reencarnación.) |
| Saihbhang                            | Existe por Sí-misma (Nadie creó al Omnipotente, Waheguru[Verdad, Dios]existe por Sí-mismo) |
| Gurparsad                            | Es un Regalo Divino (La Gracia es Entregada por La Verdad, el Gurú [Maestro Divino] está dentro de todos, así como en todas partes. Al emprender un viaje para buscar La Verdad, pedimos la Salvación, la Salvación solo se nos puede ser concedida por la Verdad.)                                            |
| Jap                                  | Medita y Canta |
| Aad such                             | Waheguruji [Verdad, Dios] fue Verdad al principio |
| Jugad such                           | Waheguruji fue Verdad a través de todas las Épocas |
| Haibee such                          | Waheguruji es Verdad ahora También |
| Nanak hosi bee such                  | O Nanak [Dice Nanak] La Verdad Waheguruji estará por siempre. |

### Pauri 1
- Soche soch na jovi lle sochi lak var

Pensando, pensando no obtienes el concepto de Dios, aún conceptualizándolo mil veces.
- Chupe chup na jovi lle lae raja liv tar

El verdadero silencio no puede ser alcanzado, aunque estés absorto en meditación.
- Bukia buk na utri lle bana puria bar

La avaricia del codicioso no es saciada; aunque se coleccionara cargamentos de riqueza.
- Sajes siampa lak joje ta ek na chale nal

Cientos de miles de logros en sabiduría no trae la liberación.
- Kiv sachiara joie kiv kure tute pal

¿Cómo uno puede llegar a ser verdadero? ¿Cómo puede uno romper la red de las mentiras?
- Jukam rallai chaina Nanak likhia nal

Obedeciendo voluntariamente el mando de Dios, Oh Nanak, la Voluntad que está preestablecida.

### Pauri 2
- Jukmi jovan akar Jukam na kejia llai

Por Su voluntad las escrituras existen. La voluntad de Dios no puede ser descrita.
- Jukmi joven lli jukm mile vadiai

Por Su voluntad, las almas encarnadas existen; por Su voluntad no encuentran la grandeza.
- Jukmi utam nich jukm likhj dukhsukh paieh

Por Su voluntad unos son superiores y otros inferiores. Por Su orden el mortal sufre dolor y obtiene gozo de 
acuerdo con la voluntad de Dios.
- Ikna jukmi bakhshis ek jukmi sada bhavaieh

Por Su voluntad unos reciben bendiciones, mientras otros vagan en transmigraciones.
- Jukme andar sabh ko bajar jukm na koe

Todos están bajo su mando, nadie está fuera de él.
- Nanak jukme lle bulle ta jome kaje na koe

Nanak si uno comprende Su orden uno no puede hablar con ego.

### Pauri 3
- Gave ko tarn jove kise tarn

¿Quién tiene el poder para cantar y definir el poder de Dios?
- Gave ko dat llarne nisharn

¿Quién puede cantar las virtudes y describir los dones de Dios?
- Gave ko gurn vadiaia char

¿Quién puede cantar las virtudes y excelencias de Dios?
- Gave ko vidia vikam vichar

¿Quién puede cantar y describir el conocimiento más difícil acerca de Dios?
- Gave ko sall kare tan kheh

¿Quién puede cantar que habiendo creado Dios el cuerpo, lo reduce así a polvo?
- Gave ko lli le fir deh

¿Quién puede cantar que Dios quita el alma y la devuelve?
- Gave ko llape dise dur

¿Quién puede cantar que Dios está distante?
- Gave ko veke jadra jadur

¿Quién puede cantar que Dios ve a todos cara a cara?
- Katna kathi na ave tot

No faltan miles de discursos religiosos
- Kat kat katl koti kot kot

Existen ya millones de discursos religiosos
- Denda de lede thak pahe

El Dador da y los que reciben se cansan de recibir
- Lluga llugantar khaji khahe

A través de las épocas todos han consumido Sus provisiones 
- Jukmi jukam chalae rajo

Es solo por la voluntad de Dios que el hombre camina por Su sendero
- Nanak vegse veparvajo

Nanak, Él está sin pesares

### Pauri 4
- Sacha sajib sach nae bhakhia bhao apar

El Señor es verdad, Su justicia es verdad y la gente ha hablado de su infinito amor.
- Akhe mangue dehi dehi dat kare datar

La gente habla y suplica: “dame, dame”. Y el Dador da.
- Fer ke ague rakhie llit dise darbar

¿Quién puede ser ofrecido a Dios para poder ver su corte?
- Mojo ke bolan bolie llit sun dare piar

¿Qué palabras puede uno pronunciar para que Dios escuchándolas, otorgue su amor?
- Amerit vela sach nao vadiaia vichar

En las horas ambrosiales repite el verdadero nombre y reflexiona en Su grandeza
- Karmi ave kapra nadri mok duar

Por el karma de las buenas acciones, se obtiene este cuerpo físico; y, por la bendición de Dios, 
la puerta de la liberación se encuentra.
- Nanak eve llanie sab ape sachiar

Nanak, conoce esto: el verdadero Dios es todo por sí mismo

### Pauri 5
- Thapia na llae kita na joe

Él no fue establecido por nadie, Él no fue creado por nadie.
- Ape ap niranllan soe

Él mismo es sublimemente puro.
- Llin sevia tin paia man

Aquellos que Le sirven obtienen honor.
- Nanak gavie gurni nidan

¡Oh Nanak! Cántale al Señor, quien es el tesoro de regalos.
- Gavie sunie man rakhie bhao

Con amor hacia Él, en tu corazón, canta y escucha.
- Dukh parjar suk gar le llae

El dolor será removido y la paz vendrá a tu casa.
- Gurmukh nadan gurmukh vedan gurmukh rejia samai

La palabra del Gurú es la corriente del sonido del Naad y la sabiduría de los Vedas.
- Gur isar gur gorath barma gur parbati mai

Y a través del Gurú, uno permanece inmerso. El Gurú es Parbati (esposa de Shiva).
- Lle jo llarna akha naji kejrna kathan llai

Aunque yo conozca a Dios no puedo describirlo; Él no puede ser descrito en palabras.
- Gura ek dehi bullai

El Gurú me ha hecho comprender una cosa:
- Sabna llia ka ek data so me visar na llai

Hay un dador de todas las almas, y que nunca lo olvide yo a Él.

### Pauri 6
- Tirath nava lle tis hava virn bharne ke nae kari

Si Le complazco a Él, ese sería mi baño de purificación. Sin complacerlo a Él, de qué serviría tal baño.
- Lleti sirat upai vekha virn karma ke mile lai

Veo a todos los seres que han sido creados. Sin buenas acciones, ¿Cómo puede alguien recibir?
- Mat vich ratan llavajar marnek lle ek gur ki sikh surni

Dentro de la sabiduría de la mente, se encuentran las joyas, gemas y rubíes: si la lección del Gurú es escuchada.
- Gura ek dehi bullai

El Gurú me ha dado ese entendimiento:
- Sabna llia ka ek data so me visar na llai

Hay un solo dador de todos los seres, que nunca Lo olvide yo a Él.

### Pauri 7
- Lleg llug chare arlla jor dasurni joe

Si una persona pudiera vivir las cuatro eras, e inclusive diez veces más,
- Nava khanda bich llarnie nal chale sabh koe

Si fuera conocida en los nueve reinos y aclamada por todos;
- Changa nao rakhe khe llas kirat llag le

Si adquiriera buena reputación y fama a través de todo el mundo; 
- Lle tis nadar na avi ta vat na puche ke

Si no ha visto al Desconocido, nadie preguntaría por ella
- Kita andar kit kar dosi dos dare

Haciéndola una lombriz, entre las lombrices; y, hasta los pecadores la insultarían
- Nanak nirgurn gurn kare gurnvanita gurn de

¡Oh Nanak! Dios da virtudes a quien no las tiene
- Teja koe na sulli lle tis gurn ko kare

Él ofrece piedad a los piadosos, no existe tal persona que pueda otorgarle nada a Él.

### Pauri 8
- Surnie sid pir sur nath

Escuchando la Palabra, un hombre se convierte en un Sidha, en un Pir, un héroe espiritual o en un maestro de 
yoga.
- Surnie darat daval akas

Escuchando la palabra, uno conoce la tierra, su soporte (el toro) y los éteres akáshicos.
- Surnie dip loa patal

Escuchando la Palabra, se conoce la luz, los diferentes reinos y los submundos.
- Surniepoe na sake kal

Escuchando, el hombre no puede ser tocado por la muerte.
- Nanak bhagta sada vigas

¡Oh Nanak! Los devotos están siempre en lozanía.
- Surnie duk pap ka nas

Escuchando la Palabra llega la destrucción del dolor y del pecado.

### Pauri 9
- Surnie isar barma ind

Escuchando la Palabra uno conoce a Shiva, Brahma e Indra.
- Surnie mukh salajarn mand

Escuchando la Palabra, la alabanza viene a la boca de la persona negativa.
- Surnie llog llugat tan bhed

Escuchando la Palabra uno llega a conocer el camino del yoga y los secretos del cuerpo
- Surnie sast simrit ved

Y, todo conocimiento de los Shastras, Smiritis y Vedas.
- Nanak bhagta sada vigas

¡Oh Nanak! Los devotos siempre están en prosperidad.
- Surnie duk pap ka nas

Escuchando la Palabra llega la destrucción del dolor y del pecado.

### Pauri 10
- Surnie sat santok guian

Escuchando la Palabra, uno obtiene la verdad, la paciencia y la sabiduría.
- Surnie atshat ka ishnan

Escuchando la Palabra, es equivalente a los sesenta y ocho lugares de peregrinaje.
- Surnie par par paveh man

Escuchando la Palabra, leyendo y recitando, uno obtiene honor.
- Surnie lage sajell dian

Escuchando la Palabra, uno obtiene la concentración fácilmente.
- Nanak bhagta sada vigas

¡Oh Nanak! Los devotos siempre están en prosperidad.
- Surnie duk pap ka nas

Escuchando la Palabra, llega la destrucción del dolor y del pecado.

### Pauri 11
- Surnie sara gurna ke gah

Escuchando la Palabra, uno se sumerge en el océano de virtudes
- Surnia sekh pir patshah

Escuchando la Palabra, uno se convierte en un respetable Sheik, Pir o Emperador.
- Surnie ande pavej rajo

Escuchando la Palabra, el ciego encuentra el camino.
- Surnie jat jove asgajo

Escuchando la Palabra, uno alcanza lo insondeable.
- Nanak bhagta sada vigas

¡Oh Nanak! Los devotos siempre están en prosperidad.
- Surnie duk pap ka nas

Escuchando la Palabra, llega la destrucción del dolor y del pecado.

### Pauri 12
- Mane ki gat kaji na llae

El estado de aquel que obedece al mando de Dios no puede ser descrito.
- Lleko kaje piche pachatae

Aquel que trata de describirlo, se arrepentirá.
- Kagad kalam na likhharnajar

No hay papel, ni pluma, ni escribano que pueda grabar
- Mane ka bej karan vichar

El estado de la mente de tal persona.
- Esa nam niranllan joe

Tal es el nombre del inmaculado señor.
- Lle ko man llarne man koe

Aquel que obedece al señor, llega a conocer tal estado en su mente.

### Pauri 13
- Mane surat jove man bud

El que cree en el Señor, obtiene intuición en su mente.
- Mane sagal bavan ki sud

El que cree en el Señor, obtiene conocimiento de todos los universos.
- Mane moej chota na khae

El que cree en el Señor, no será abofeteado en su rostro.
- Mane llam ke sat na llae

Aquel que cree en el Señor, no se irá con el Dios de la muerte.
- Esa nam niranllan joe

Tal es el Nombre del inmaculado Señor.
- Lle ko man llarne man koe

Aquel que obedece al Señor, llega a conocer tal estado en su mente.

### Pauri 14
- Mane marg tak na pae

Aquel que cree, no encuentra resistencia en su camino.
- Mane pat sio pargat llae

Aquel que cree, se va rápidamente con honor.
- Mane mag na chale panth

Aquel que cree, no sigue caminos ritualistas.
- Mane daram seti sanband

La alianza de aquel que cree, es firme con el Dharma.
- Esa nam niranllan joe

Tal es el Nombre del inmaculado señor.
- Lle ko man llarne man koe

Aquel que obedece al señor, llega a conocer tal estado en su mente.

### Pauri 15
- Mane paveh mokh duar

Aquel que cree obtiene la puerta de la liberación.
- Mane parvare sadhar

Los parientes de aquel que cree son redimidos.
- Mane tare tare guru sikh

Aquel que cree se salva y atraviesa el océano del mundo con otros Sikhs del Gurú.
- Mane Nanak bhave na bikh

Aquel que cree, ¡Oh Nanak! Esa gente no vaga como mendigo.
- Esa nam niranllan joe

Tal es el nombre del inmaculado Señor.
- Lle ko man llarne man koe

Aquel que obedece al señor, llega a conocer tal estado en su mente.

### Pauri 16
- Panch parvarn panch pardhan

Los elegidos son aceptados y ellos son supremos.
- Panche pave dargue man

Los elegidos encontrarán honor en la corte del señor.
- Panche soje dar rallan

Los elegidos se ven hermosos en las cortes de los reyes.
- Pancha ka gur ek dhian

Los elegidos meditan con atención hacia el Gurú.
- Lle ko kaje kare vichar

Por mucho que uno hable o reflexione
- Karte ke karne naji sumar

Los actos de Dios están más allá de los pensamientos de sus seres.
- Dhoal daram daia ka put

El toro místico, el hijo de la compasión
- Santokh thap rakhia llin sut

Pacientemente sostiene el mundo.
- Lle ko bulle jove sachiar

Aquel que comprende esto, es un hombre en la verdad.
- Dhavale upar keta bhar

¡Qué carga tan pesada debe soportar el toro!
- Dharti jor pare jor jor

Existen innumerables mundos, mundos y más mundos,
- Tis te bhar tale kavarn llor

¡Qué poder los sostiene a todos!
- Llia llat ranga ke nav

Los nombres de los colores y de todas las clases de seres 
- Sabna likhhia vuri kalam

Si todos ellos son escritos por una pluma que nunca para
- Ejo lekhalikhh llarne koe

Pocos saben cómo escribir este relato.
- Lekha likhhia keta joe

¿Cuán enorme será ese pergamino, si uno intentase escribirlo?
- Keta tarn sualeho jo rup

¿Cuán grande es Su poder y Su hermosa forma?
- Keti dat llarne korn kut

Nadie puede medir la grandeza de Sus dones
- Kita pasao eko kavao

Un gesto, una palabra
- Tis te joe lakh dariao

Y millones de ríos brotaron
- Kudrat kavan kaja vichar

¿Cómo se puede describir Su poder infinito?
- Varia na llava ek var

Ni una vez, puedo ofrecerme en sacrificio a Ti
- Llo tudh bhave sai vali kar

Lo que Te complace a Ti es una buena acción.
- Tu sada salamat nirankar

Siempre estás en paz y sin forma.

### Pauri 17
- Asarnkh llap Asarnk bhao

Incontables son los cantos, incontable es el amor.
- Asarnkh pulla Asarnkh tap tao

Incontables son las clases de devoción, incontable es la creación del calor síquico (tapa)
- Asarnkh granth muk ved path

Incontables son los libros y las recitaciones, memoria de los Vedas.
- Asarnkh llog man rahe udas

Incontables son los yoguis, que viven sin apegos en sus mentes.
- Asarnkh bhagat gurn guian vichar

Incontables son los devotos, las virtudes, el conocimiento y profunda reflexión.
- Asarnkh sati Asarnkh datar

Incontables son los verdaderos, incontables son los dadores
- Asarnkh sur moh bakh sar

Incontables son los héroes que se enfrentan a la espada.
- Asarnkh mon liv lae tar

Incontables los sabios, en añoranza de pertenecer.
- Kudrat kavarn kaja vichar

¿Cómo puedo hablar del poder infinito?
- Varia na llava ek var

Ni una vez, puedo ofrecerme en sacrificio a Ti
- Llo tud bhave sai bhali kar

Lo que te complace a Ti es una buena acción.
- Thu sada salamat nirankar

Siempre estás en paz y sin forma.

### Pauri 18
- Asarnkh murakh and gor

Incontables son los necios, que caminan en la oscuridad de la ignorancia.
- Asarnkh chor jaramkhor

Incontables son los ladrones y timadores.
- Asarnkh amar kar llaeh llor

Incontables son aquellos que se piensan inmortales y viven en el poder.
- Asarnkh galvad jatia kamaje

Incontables son los asesinos degolladores.
- Asarnkh papi pap kar llaje

Incontables los pecadores que habiendo hecho el pecado se van.
- Asarnkh kuriar kure firahe

Incontables los mentirosos, que viven en sus falsedades.
- Asarnkh malech mal bakh khahe

Incontables los pordioseros que comen suciedad.
- Asarnkh nindak sir kare bar

Incontables los calumniadores, que cargan el peso de sus calumnias.
- Nanak nich kaje vichar

Nanak, el de casta más baja habla en esta profunda reflexión.
- Varia na llava ek var

Ni una vez, puedo ofrecerme en sacrificio a Ti.
- Llo tudh bhave sai vali kar

Lo que te complace a Ti, es una buena acción.
- Tu sada salamt nirankar

Siempre estás en paz y sin forma.

### Pauri 19
- Asarnkh nav Asarnkh thav

Incontables los nombres, incontables los lugares.
- Agam agam Asarnkh loa

Inaccesibles son las incontables dimensiones.
- Asarnkh kajeh sir bhae joe

Hablar de “incontables” es una carga muy pesada para la cabeza.
- Akhri nam akhri salah

En La Palabra está el Nombre, en La Palabra está la alabanza.
- Akhri guian guit gurn gaha

En La Palabra grabamos Tu conocimiento y cantamos las canciones de Tu gloria.
- Akhri likhhan bolarn barn

En La Palabra escribimos, y hablamos Tu Palabra.
- Akhri sir sanllog vakharn

En La Palabra, se describe el destino descrito en la frente del hombre.
- Llin eje likhhe tis sir naeh

No está sujeto por ello, aquel que escribió esto.
- Lliv furmae tiv tiv paeh

Así como él ordena, así los mortales reciben.
- Lleta kita teta nao

Tan grande como es la creación, tan grande es el hombre.
- Virn nave naji ko thao

Además del hombre, no hay ningún otro lugar
- Kudrat kavarn kaja vichar

¿Cómo puedo hablar del poder infinito?
- Varia na llava ek var

Ni una vez, puedo ofrecerme en sacrificio a Ti.
- Llo tud bhave sai vali kar

Lo que te complace a Ti, es una buena acción.
- Tu sada salamat nirankar

Siempre está en paz y sin forma

### Pauri 20
- Bharie jath per tan deh

Cuando las manos y los pies y el cuerpo se ensucian,
- Parni dhote utaras kheh

Se pueden lavar con agua y la suciedad se va.
- Mut paliti kapar joe

Cuando la ropa, se mancha de orina
- De saburn laie ojo doe

Se puede lavar con jabón.
- Bharie mat papa ke sang

Cuando el intelecto se carga de pecados
- Ojo dope nave ke rang

Este intelecto puedo ser lavado con el amor del Nombre.
- Puni papi akharn naeh

No solamente hablando se forman los santos y los pecadores.
- Kar kar karna likhh le llaho

La repetición de las buenas acciones se graba en el alma.
- Ape bill ape ji khaho

Así como siembras, cosecharás.
- Nanak jukmi avajo llaho

¡Oh Nanak! Es por Su orden que uno va y viene.

### Pauri 21
- Thirat tap daia dat dan

Peregrinajes, abluciones, caridad.
- Lle ko pave til ka man

Todo junto, solo te dará un punto de mérito.
- Surnia mania man kita bhao

Pero, cuando has escuchado, creído y amado en tu mente
- Antargat tirath mal nao

Entonces, te has limpiado dentro del santuario interno.
- Sabh gurn tere me nahi koe

Todas las virtudes son Tuyas, yo no poseo ninguna.
- Virn gurn kite bhagat na joe

Sin el desarrollo de las virtudes, la devoción no llega.
- Suast ath barni barmao

¡Alabado seas, señor primordial, Brahma!
- Sat sujarn sada man chao

Señor verdadero, hermoso y gozoso.
- Kavarn su vela vakhat kavarn kavarn thit kavarn vaar

¿Cuál es la hora y el tiempo? ¿Qué día y qué mes?
- Khavarn su ruti maho kavarn llit joa akar

¿En qué estación, el Universo fue creado?
- Vel na paia pandati lle jove lek purarn

Los Pandits no han encontrado la hora. Si la tuvieran, hubiera sido escrito en los Puranas.
- Vakhat na paio kadia lle likhhan lek kurarn

Los Quazis, no han encontrado el tiempo. Y si así fuera, lo hubieran escrito en el Corán.
- Thit var na llogui llarne rut maho na koi

El Yogui, tampoco conoce el día, ni el mes, ni la estación.
- Lla karta sirti ko salle ape llarnae soi

Solo el Creador, quien creó la Creación, lo sabe.
- Kiv kar akha kiv salaji kio varni kiv llarna

¿Cómo puedo yo hablar, cómo puedo yo alabarTe? ¿Cómo puedo yo describirTe, cómo puedo conocerTe?
- Nanak akharn sabh ko ake ek du ek siarna

¡Oh Nanak! Todos hablan por hablar, cada uno más sabio que los demás.
- Vada sajib vadi nai kita lla ka jove

Grande es el señor, grande es su justicia, a quien todo le pertenece .
- Nanak lle koe apo llarne ague gueia na sohe

¡Oh Nanak! Si alguien piensa, que sabe por sí mismo, cuando se haya ido al más allá no será hermoso en el 
mundo siguiente.

### Pauri 22
- Patala patal lakhagasa agas

Cientos de miles de submundos, “éteres sobre éteres”
- Orak orak bhal thake ved kajan ek vat

Buscando e investigando, al final la gente se ha cansado. Los Vedas dicen una cosa
- Sejes atarh kajn kateba asulu ek dat

Otros libros dicen que hay dieciocho mil mundos inferiores y superiores, pero en el fondo hay un solo 
elemento.
- Lekha joe ta likhhie lekhe joe virnas

Si fuera posible escribir, mientras uno lo escribiera, uno moriría.
- Nanak vada akhie ape llarne ap

¡Oh Nanak! Grande es Él, porque solo Él sabe. Si, Él es el Único.

### Pauri 23
- Salaji salaje eti surat na paia

Los que alaban, Te rezan pero no obtienen el poder para escuchar.
- Nadia ate vaah pavah samund na llarniaeh

Así, como ríos y arroyos fluyen hacia el océano perdiéndose en él.
- Samund saj sultab guirja seti mal dan

Reyes, que poseen océanos con montañas, riquezas y tesoros
- Kiri tul na jovni lle tis manoj na visrareh

Ni siquiera se comparan con una hormiga, si no se quedan con el Nombre de Dios en sus mentes.

### Pauri 24
- Ant na sifti kajern na ant

Sin fin son Tus alabanzas, sin fin, los que las cantan.
- Ant na karne dernna ant

Sin fin son Tus actos, sin fin Tus dádivas.
- Ant na vekhan surnarn na ant

Sin fin es Tu visión, sin fin Tu escucha.
- Ant na llape kia man mant

El final no aparece, ¿Qué mantra está dentro de la mente del Creador?
- Ant na llape kita akar

El límite del Universo, no puede ser visto.
- Ant na llape parvar

Ni el final, ni la extensión pueden ser percibidos.
- Ant kararn kete bilalaeh

Muchos lamentan no conocerlos
- Ta ke ant na pae llaeh

Pero sus límites, no pueden ser encontrados.
- Ejo ant na llarne koe

Nadie conoce sus límites.
- Bajuta kajie bajuta joe

Entre más se habla acerca de ello, más queda por decir.
- Vada sajib ucha thao

Grande es el Maestro, y alta es Su morada celestial.
- Uche upar ucha nao

Su Nombre es lo más alto de lo alto.
- Evad ucha jove koe

Solo alguien tan grande como Él
- Tis uche ko llane soe

Pudiera conocer a Señor tan elevado.
- Llelvad ap llarne ap ap

Él se conoce a sí mismo, y sabe qué tan grande es.
- Nanak nadri karmi dat

¡Oh Nanak! Por Su visión de gracia, Él otorga Sus bendiciones.

### Pauri 25
- Bajuta karam likhhia na llae

La grandeza de la misericordia de Dios es indescriptible.
- Vada data til na tamae

El gran dador da sin deseo de recompensa.
- Kete mangueh llod apar

Muchos guerreros Le invocan.
- Ketia ganat naji vichar

Incontables, los que meditan en Él.
- Kete kap tuteh vekar

Muchos son los que viven en la maldad.
- Kete le le mukar pahe

Y muchos otros, toman y toman, sin ser agradecidos.
- Kete murakh khaji kahe

Muchos los necios, que siguen consumiendo.
- Ketia dukh bukh sad mar

El dolor y el hambre continúan azotando a muchos.
- Eje bhe dat teri datar

Dador, aun así, éstas también son Tus bendiciones.
- Band khalasi bharne joe

Por la voluntad de Dios, uno es liberado de sus ataduras.
- Jor akh na sakhe koe

Nadie puede decir nada al respecto.
- Lleo ko khaek akhan pae

Pero, si el necio osara hablar, no sabe cuánto sufriría.
- Ojo llarne lletia moej khae

Solo Él conoce nuestras necesidades.
- Ape llarne ap dei

Y solo Él las satisface.
- Akhej se be kei ke

Incluso solo pocos hablan al respecto
- Llis no bhakhse sifat salah

A los que Él bendice y da consejo y virtudes.
- Nanak patishaji pateshaho

¡Oh Nanak! Él es el Rey de reyes.

### Pauri 26
- Amul gurn amul vaapaar

Invaluables son Tus virtudes, invaluables Tus comercios.
- Amul vaparie amul bhandar

Invaluables son Tus mercancías e invaluables Tus tesoros.
- Amul aveh amul le llaeh

Invaluables son los que llegan a Ti, invaluables los que toman de Ti.
- Amul bhae amula samaeh

Invaluables son los devotos, invaluables los que entran en Samadhi.
- Amul daram amul dibarn

Invaluable es el Dharma, invaluable la corte en donde el rey preside.
- Amul tul amul parvan

Invaluable es la carga, invaluable el merecedor.
- Amul bakhshish amul nisharn

Invaluable es la bondad e invaluable es su manifestación.
- Amul karma amul furmarn

Invaluables son las acciones, invaluables las órdenes.
- Amulo amul akhia na llae

Invaluable, verdaderamente invaluable tanto que no puede decir.
- Akh akh raje liv lae

Hablando y hablando ellos han permanecido apegados en la añoranza
- Akhej ved pat purarn

Algunos recitan los vedas otros los puranas.
- Akhej pare kareh vakhiarn

Los sabios, quienes describen, hablan.
- Aakhen barmey aakheh ind

Los Brahmas hablan, los Indras hablan
- Akhe gopi te gobind

Las Gopis y los Krishnas hablan.
- Akheh isar akheh sidh

Los Shivas hablan, los Sidhas hablan.
- Akeheh kete kite bud

¿Cuántos budhas han hablado de Él?
- Akheh davan akheh dev

¿Cuántos demonios han hablado de Él? ¿Cuántos semidioses han hablado de Él?
- Akheh sur nar mun llan sev

Los seres celestiales, los sabios silenciosos y sus sirvientes, hablan de Él.
- Kete akheh akharn paeh

Muchos hablan y tratan de describirLe.
- Kete keh keh ut ut llaeh

Muchos hablan de Él, una y otra vez, y han abandonado la tierra.
- Ete kite jor kareh

Entre todos los muchos que Tú has creado
- Ta ak na sakeh kei kei

Ninguno logra describirTe
- Llevad bhave tevad joe

Tan grande como es Su voluntad, tan grande es Su grandeza.
- Nanak llarne sacha soe

¡Oh Nanak! Solo Él conoce esa verdad.
- Lle ko akhe bolvigar

Si alguien dice discursos de discordia
- Ta likhhie sir gavara gavar

Entonces, lo llamarás el más tonto de los tontos.

### Pauri 27
- So dar keja so gar keja llit be sarb samale

¿Dónde está Tu casa y cómo se puede abrir Tu puerta? ¿Desde donde observas para vigilar a todos?
- Valle nad anek Asarnkha kete vavarnjare

Tantas armonías en Naad han sido tocadas por tantos músicos.
- Kete rag pari sio kejian kete gavarnjare

¿Cuántas ragas han sido recitadas con voces femeninas?
- Gaveh tujno paorn pani besantar gave ralla dharam duare

¿Cuántos músicos hay? Cuando el aire, el agua y el fuego Te cantan, el rey del Dharma canta a la puerta.
- Gaveh chit gupat likh llarnehlikhlikh daram vichare

Las mentes conscientes e inconscientes que saben cómo escribir, cantan, cantan. Las mentes conscientes e 
inconscientes cantan y el rey del Dharma medita en lo escrito.
- Gaveh isa barma devi sojan sada savare

Cantan Shiva, Brahma y la diosa Parbati junto con los semidioses en Su puerta.
- Gaveh ind indasarn bete devtia dar nale

Los Indras, sentados en sus tronos, cantan junto con los semidioses en Su puerta.
- Gaveh sid samadi andar gavan sad vichare

Los Sidhas, cantan desde su profundo Samadhi; Los sadhus, en la profundidad de su reflexión.
- Gavan llati sati santokhi gavehvir karare

Los castos, los fuertes héroes, aquellos que tienen paciencia, y los que viven según la verdad, cantan.
- Gavan pandit paran rikhisar llog llog veda nale

Los Pandits, los siete Rishis, y los intérpretes de los Vedas, cantan a través de las eras.
- Gaveh mojrnia man mojan surga mach paiale

Canten Mohinis, mujeres que encantan los corazones de este mundo y en los profundos universos del 
inconsciente.
- Gavan ratan upae tere at sat tirath nale

Las gemas creadas por Ti, y los sesenta y ocho lugares de peregrinaje, cantan.
- Gaveh llodh majal sura gaveh kharni chare

Los soldados, los valientes guerreros, y las cuatro fuentes de la creación, cantan.
- Gaveh khand mandal varbhanda kar kar rakhe dhare

Los planetas, los sistemas solares y el cosmos, cantan. Siendo hechos por Tu mano fueron colocados.
- Sei tudno gaveh llo tud bhavan rate terebhagat rasale

Te cantan y Te complacen. Tus devotos llenos de amor y bendición, Te cantan.
- Jor kete gavan se me chit na avan Nanak kia vichare

¿Cuántos más Te cantan? No puedo pensar en todos. ¡Oh Nanak! ¿Qué puedo decir yo a todo esto?
- Soi soi sada sach sajib sacha sachi nai

El Uno siempre es verdad. El verdadero Señor, la gran Verdad.
- Je bhi josi llae na llasi rachna llin rachai

Él siempre será, nunca se va, nunca se irá, el Único quien creó esta Creación
- Rangui rangui bhati kar kar llinsi maia llin upai

Habiéndola creado con múltiples colores, especies y la variedad de la maya
- Kar kar vekhe kita aparna lliv tis di vadai

Habiendo creado la Creación, Él observa lo que ha creado por Su propia grandeza.
- Llo tis bhave soi karsi jukm na karna llai

Lo que a Él le place, eso se hará; Él no obedece a nadie.
- So patishajo saja patishahib Nanak rejan rallai

Él es emperador, el supremo señor de Reyes, ¡Oh Nanank! Vive sujeto a Su voluntad.

### Pauri 28
- Munda santok saram pat lloli dian ki kareh bibhute

Que los aretes sean tu paciencia; el cuenco de limosna, tu modestia; y que las cenizas sean tu meditación.
- Khintha kal kuari kaia llugat danda partit

Que tu abrigo sea tu muerte; un cuerpo casto, tu técnica; y tu bastón, la fe.
- Ai panthi sagal llamati man llite llag llit

Que la humanidad sea la más alta orden de yoguis; y aquel que conquista su mente, obtendrá la victoria sobre 
el mundo.
- Ades tese ades

Me postro ante Él, me postro.
- Ad anil anad anajat llug llug eko ves

Primordial, sin color, sin principio, indestructible. A través de todas las épocas, Él es el Uno, el mismo.

### Pauri 29
- Bhugat guian daia bandaran gat gat vallehnad

Que tu placer sea la sabiduría; y tu acompañante sea la bondad. En cada corazón, resuena la corriente del 
sonido.
- Ap nath nathi sabh lla ki rid sidh avara sad

El mismo es el Maestro, a quien le pertenecen todas las maestrías, riquezas, poderes y otras delicias.
- Sanllog villog due kar chalaveh lekhe aveh bag

La unión y la separación, ambas acciones, Él las retira. De acuerdo a nuestro destino, recibimos nuestra 
porción.
- Ades tese ades

Me postro ante Él, me postro
- Ad anil anad anajat llug llug eko ves

Primordial, sin color, sin principio, indestructible. A través de todas las épocas, Él es el Uno, el mismo.

### Pauri 30
- Eka mai llugat viai tin chele parvarn

La Madre Divina concibió y dio nacimientos a tres deidades:
- Ek sansari ek bandari ek lae dibarn

El creador, el sostenedor y el destructor.
- Lliv tis bhae tiye chalave lliv jove furmarn

Así como le place a Él, así hace que las cosas se muevan; y así mantiene todo en su orden.
- Oj vekhe ona nadar na ave bajuta ejo vidarn

Él ve todo y nadie lo ve a Él.
- Ades tese ades

Me postro ante Él, me postro.
- Ad anil anad anajat llug llug eko ves

Primordial, sin color, sin principio, indestructible. A través de todas las épocas, Él es el Uno, el mismo.

### Pauri 31
- Asarn loe loe bandar

El asiento de sus tesoros, está en todos los reinos.
- Llo kich paia so eka var

Lo que sea que fue puesto, fue puesto en el tiempo exacto.
- Kar kar vekhe sirllarnjar

Creando y creando, el Creador observa Su Creación.
- Nanak sache ki sachi kar

¡Oh Nanak! Él es la Verdad, y la verdad es lo que Él hace.
- Ades tese ades

Me postro ante Él, me postro.
- Ad anil anad anajat llug llug eko ves

Primordial, sin color, sin principio, indestructible. A través de todas las épocas, Él es el Uno, El Mismo.

### Pauri 32
- Ekdu llibho lakh joe lakh jove lakh vis

Si mi lengua se convirtiera en diez mil, y éstas multiplicadas por veinte veces más
- Lakh lakh guera akhieh ek nam llagdis

Cientos de miles de veces, yo repetiría el nombre del señor del mundo.
- Et raje par pavaria charie joe ekis

En este camino del Maestro, hay escalones y escalándolos uno llega a unirse con Él
- Surn gala akas ki kita ai ris

Escuchando acerca de los reinos eterios, la envidia llega a los gusanos.
- Nanak nadri paie kuri kure tis

¡Oh Nanak! Por la gracia del infinito, la realización es obtenida.

### Pauri 33
- Akharn llor chupe ne llor

No hay poder para hablar, ni poder para callar
- Llor na mangarn dern na llor

No hay poder para pedir, ni poder para dar
- Llor na llivarn mararn ne llor

No hay poder para vivir, ni poder para morir
- Llor na rall mal man sor

No hay poder para regir, sin que la riqueza disturbe la mente.
- Llor na surti guian vichar

No hay poder para sintonizar la mente, para conocerte y comprenderte
- Llor na llugti chute sansar

Ni el poder para encontrar la liberación.
- Llis jath llor kar vekhe soe

¿En manos de quién está el poder? Solamente Él actúa y observa a todos.
- Nanak utam nich na koe

¡Oh Nanak! Nadie por sí mismo, puede ser alto o bajo.

### Pauri 34
- Rati ruti thiti var

Entre las noches, días, semanas y estaciones;
- Pavarn parni agni patal

El viento, el agua, el fuego y los submundos,
- Tis vich dharti thap rakhi daram sal

Él estableció la tierra como el refugio del Dharma.
- Tis vich llia llugat ke rang

En ella, Él colocó seres de varias especies y colores.
- Tin ke nam anek anant

Sus nombres son variados y sin fin.
- Karmi karmi joe vichar

Por sus hechos y acciones serán juzgados.
- Sacha ap sacha darbar

El Señor mismo es Verdad; y verdadera, Su corte.
- Tithe sojan panch parvarn

Ahí se sientan sus elegidos con gracia; hermosos en su perfección.
- Nadri karm pave nisharn

Ellos recibirán la marca de gracia del Maestro misericordioso
- Kach pakai othe pae

Y así se reconocerán los sinceros y los falsos.
- Nanak gueia llape llae

¡Oh Nanak! Al llegar allí podrás ver esto.

### Pauri 35
- Daram khand ka ejo darm

Tal es el camino de la vida recta, en el reino del Dharma.
- Guian khand ka akhoh karam

Ahora hablemos del reino del divino conocimiento.
- Kete pavarn pani vesantar kete kan majes

¿Cuántos son los vientos, aguas y fuegos; cuántos los Krishnas y Shivas?
- Kete barme garat garieh rup rang ke ves

¿Cuántos Brahmas han diseñado tantas formas de belleza y ornamentos de colores?
- Ketia karam bhumi mer kete kete du updes

¿Cuántos mundos y tierras para trabajar el karma? ¿Cuántas lecciones para aprender?
- Kete ind chand sur kete kete mandal des

¿Cuántos Indras, lunas y soles, cuántos? ¿Cuántos sistemas solares y países? 
- Kete sid bud nath kete kete devi ves

¿Cuántos Sidhas y Budhas? ¿Cuántos maestros Yoguis? ¿Cuántas diosas y sus ropajes?
- Kete dev danav mun kete kete ratan samund

¿Cuántos dioses, demonios y sabios silenciosos? ¿Cuántos océanos de joyas?
- Ketia karni ketia barni kete pat narind

¿Cuántas son las minas, cuántas las palabras? ¿Cuántas son las dinastías de los reyes?
- Ketia surti sevak kete Nanak ant na ant

¿Cuántas son las formas de sintonizarse con el infinito y cuántos los sirvientes? ¡Oh Nanak! No hay límite

### Pauri 36
- Guian khand meh guian parchand

En la religión de la sabiduría infinita, la sabiduría suprema reina.
- Tithe nad binod kod anand

En ese lugar, está la corriente de sonido y las visiones gozosas.
- Saram khand ki barni rup

En el reino del logro espiritual, la palabra es belleza.
- Tithe garat garie bajut anup

Ahí, bellas formas son hechas
- Ta kia gala katia na llaeh

Las cuales no pueden ser descritas.
- Lle ko kaje piche pachutae

Si uno trata de expresarlas, se arrepentirá.
- Tithe garie surat mat man bud

En ese lugar, nace el poder para escuchar la sabiduría; y la intuición de la mente.
- Tithe garie sura sida ki sud

En ese lugar se crea la conciencia de los piadosos y Sidhas.

### Pauri 37
- Karam khand ki barni llor

En el reino del Kharma, la Palabra es poder.
- Tithe jor na koi jor

Y Nada prevalence más aquí.
- Tithe llod majabal sur

En ese lugar, hay guerreros y grandes soldados
- Tin meh rama rejia bharpur

Llenos del poder de Dios.
- Tithe sito sita mejma mahe

Ahí, en ese lugar, residen hermosas y tranquilas damas llenas de gracia y gloria
- Ta ke rup na kathne llahe

De tal belleza que no puede ser descrita.
- Na oj mareh na tague llahe

En donde ni mueren, ni robados puedan ser
- Llin ke ram vase man mahe

Aquellos en donde Ram, el Señor reside.
- Tithe bagat vaseh ke loa

Ahí viven los santos.
- Kareh anand sacha man soe

Quienes experimentan éxtasis, es porque el verdadero Dios reside en sus mentes.
- Sach khand vase nirankar

En el reino de la Verdad, vive el Ser sin forma.
- Kar kar vakhe nadar nijal

Habiendo creado la Creación, Él observa; y con Su mirada, Él trae la felicidad a sus criaturas.
- Tithe khand mandal varbhand

Reinos, mundos, sistemas solares, están ahí.
- Lle ko kathe ta ant na ant

Si alguien tratara de describirlos no habría final.
- Tithe loa loa akar

Hay mundos sobre mundos en Su Creación.
- Lliv lliv jukam tive tiv tar

Así como Él ordena, así existen.
- Vekhe vigase kar vichar

El Señor mira y contempla, y se llena de alegría.
- Nanak kathna karara sar

¡Oh Nanak! Describir esto es imposible

### Pauri 38
- Llat pajara dirall suniar

Si conviertes la castidad en el horno y la paciencia en el joyero;
- Ajararn mat ved jathiar

La comprensión en el yunque y la sabiduría en las herramientas;
- Bao kala agan tap tao

El temor en fuelle y la práctica de la meditación en fuego
- Bhandabhao amrit tit dal

Entonces, en la vasija de la devoción, se derretirá el dulce néctar de la palabra.
- Garie shabad sachi taksal

De esta forma, la verdadera moneda, los shabads, se forjan.
- Llin ko nadar karam tin kar

Tal es el karma de aquellos a quienes Dios les otorga su gracia.
- Nanak nadri nadar nijat

¡Oh Nanak! El uno misericordioso, los llena de felicidad.

### Salok
- Pavarn guru parni pita mata darat majat

Si el aire pránico es el Gurú; el agua es el padre; la tierra es la gran madre;
- Devas rat doe da daia khele sagal llagat

El día y la noche son como el regazo de las dos nodrizas, en donde juega el mundo.
- Changuiaia buriaia vache darm jadur

La cuenta de las buenas y malas acciones, es leída ante la presencia del señor del Dharma.
- Karmi apo aparni ke nere ke dur

De acuerdo a sus propias acciones, algunos se acercan o se alejarán de Dios.
- Llini nam diaia gae masakat gal

Aquellos que han meditado en el Naam y que hayan trabajado con el sudor de su frente;
- Nanak te mukh ullale keti chuti nal

¡Oh Nanak! Sus caras rebozan de luz y muchos otros, junto con ellos, se liberan.
- Datos: Q972330